# Ymer (navire)
Pour les articles homonymes, voir Ymer.
Ymer est un cargo norvégien qui a fait naufrage au large de l'île d'Yeu en 1917.

## Naufrage
Le cargo norvégien Ymer fut torpillé ou sabordé par le sous-marin allemand UC-16, le 23 janvier 1917 dans le Golfe de Gascogne, au large de l'Île d'Yeu (Vendée), causant la mort de dix-huit membres de son équipage.
Le 26 janvier 1917, des marins de l'île d'Yeu embarquèrent à bord du canot Paul Tourreil, de la SCSN, pour se porter au secours des naufragés. Six des douze sauveteurs mourront lors des opérations de sauvetage, deux des sept marins norvégiens seront sauvés. Avec la tempête féroce et glacial qui sévit, le navire de sauvetage ne peut revenir à son port, il dérive, jusqu'à l'île de Raguénez (commune de Névez) le 28 janvier 1917.

Jean-Marie Marrec, un habitant de l'île de Raguénez, aperçoit le canot en détresse et le guide jusqu'à la grève de l'île. À son bord, neuf marins, dont six sauveteurs, sont morts gelés. Deux autres décèdent peu après. Les corps des Vendéens seront rapatriés à l'île d'Yeu. Les cinq marins de l'Ymer seront enterrés au cimetière de Névez, dont un cuisinier hollandais à l'identité restée longtemps inconnue.

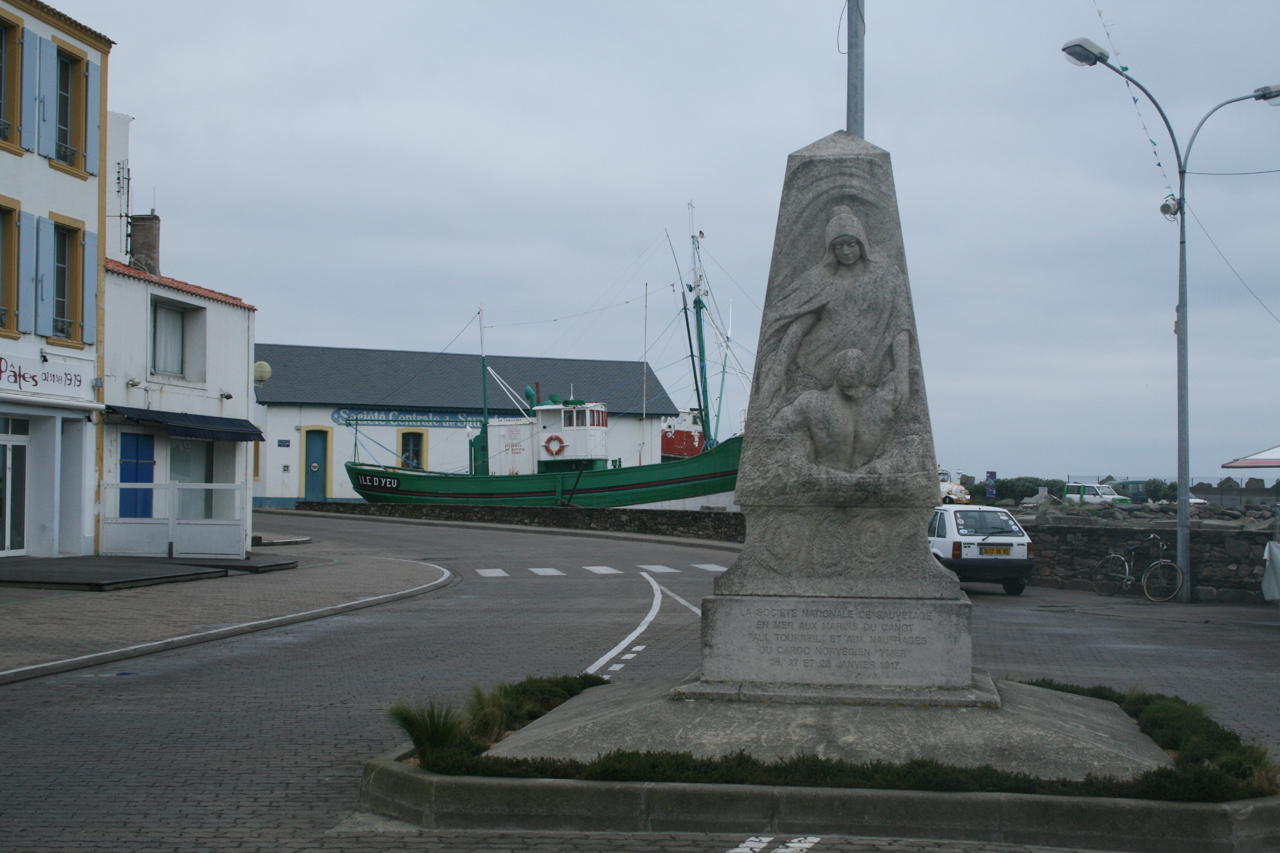
Monument commémorant le naufrage du cargo norvégien Ymer les 26, 27 et 28 janvier 1917.

## Mémorial
La Norvège érigea un monument en l'honneur de ces marins à Port-Joinville sur une place aujourd'hui nommée place de la Norvège.

## Publication
- Clément BERTRAND et Benjamin FLAO (illustrations), YMER - naufrage à l'île d'YEU, Villefranche-sur-Cher, Éditions Itinéraires, 2019, 68 p. (ISBN 979-10-93119-35-9, présentation en ligne).

## Sources
- « GOUILLET Alexandre », sur famille-bretet.net via Wikiwix (consulté le 16 juin 2024)
- Discussion sur le forum mesdiscussions.net
- Liste de documents sur les naufrages en Vendée
- (no) Article de Aftenposten (08.09.2002)
- (no) Liste des naufrages de bateaux norvégiens en 1917